# Place de la Mairie (Rennes)
Pour les articles homonymes, voir Place de la Mairie.
La place de la Mairie est la place centrale de la commune française de Rennes.

## Situation et accès
La place de la Mairie est une place rectangulaire, piétonne. La mairie de Rennes occupe le côté ouest et l'opéra de Rennes à l'est. Elle est délimitée au sud par la rue Ferdinand-Buisson (au sud-ouest) et la rue de Coetquen (au sud-est) et au nord par la rue de l'Hermine (au nord-ouest) et rue de Brilhac (au nord-est). À son nord, la place donne également sur la rue Le Bastard, artère commerçante majeure la ville.

## Origine du nom
Cette place est située devant la mairie de Rennes.

## Historique
Les origines de la place connue aujourd'hui sous le nom de « place de la Mairie » remontent au début du XVIIIe siècle et l'incendie de Rennes de 1720. Après l'incendie, Louis XV envoie l'architecte Jacques V Gabriel pour reconstruire la ville détruite. Un nouvel espace urbain est aménagé, avec en point d’orgue le bâtiment de la Mairie de Rennes, conçu par Gabriel pour héberger l’hôtel de ville et le présidial, séparés par le beffroi. La place présente également une statue en pied de Louis XV.
Une sculpture de Jean-Baptiste Lemoyne, représentant Louis XV entouré de la Bretagne assise et de Hygie, déesse de la Santé, est érigée en 1754. La sculpture sera détruite à la Révolution française le 10 septembre 1793,.
La guillotine y est installée en 1793 et les conspirateurs Charles Elliot et René Maloeuvre y sont exécutés[réf. nécessaire].

## Bâtiments remarquables et lieux de mémoire
La mairie de Rennes et l'opéra de Rennes sont protégés au titre des monuments historiques.